# Joaquín Belgrano
Joaquín Cayetano Belgrano fue un comerciante, funcionario y político argentino. Fue diputado y constituyente, uno de los redactores de la Constitución Argentina de 1826. Fue hermano del prócer argentino Manuel Belgrano y del patriota Francisco Belgrano.

## Biografía

Escudo de armas de la familia Belgrano.

Joaquín Cayetano Lorenzo Belgrano nació en 1773 en la ciudad de Buenos Aires, en ese entonces capital de la Gobernación del Río de la Plata. Era el sexto hijo de Domingo Belgrano (1730 Oneglia - 1795 Buenos Aires), dueño de una de las principales fortunas del Río de la Plata, y de María Josefa González Casero (1742, Buenos Aires - 1799, Buenos Aires).
Mientras sus hermanos Gregorio, Carlos y Miguel eran destinados a la carrera de las armas y su hermano Manuel partía a España para estudiar derecho y economía de manera de poder seguir carrera en la administración virreinal, Joaquín Belgrano se dedicó al comercio al igual que su hermano Francisco, pero trabajó también para la administración colonial.
En 1804 fue designado por el virrey Rafael de Sobremonte como oficial real honorario y en 1810 fue designado por Baltasar Hidalgo de Cisneros como Ministro honorario de la Real Hacienda de Buenos Aires.
En ese carácter de Ministro de Real Hacienda honorario, concurrió al igual que sus hermanos al cabildo abierto del 22 de mayo de 1810 votando contra la permanencia del virrey, pero a diferencia de aquellos, que adhirieron al voto de Cornelio Saavedra, Joaquín Belgrano sostuvo «que se conformaba con el voto del Sr. D. Pedro Andrés García, debiendo tenerlo decisivo el caballero Síndico Procurador general».

En 1813 fue nombrado Alcalde de 1º voto del cabildo de Buenos Aires, y le correspondió recibir las banderas capturadas en la Batalla de Salta por su hermano, el General Belgrano. en la ocasión señaló:
“...La ciudad de Buenos Ayres recibe con el mayor placer esas abatidas insignias de la tiranía; y quando por ellas recuerda el memorable triunfo, que ha afianzado la estabilidad y progresos de nuestro gran sistema, cede al peso de las satisfacciones; venera en los valientes del Sud ese patriotismo inimitable con que á costa de sacrificios han sabido afianzar los pendones de la patria sobre las ruinas del despotismo. y nada dexará por hacer para dar á esos monumentos toda la importancia debida, reservando su destino a la decisión de la Soberana Asamblea, a quien pasa a presentarlas en el acto...”
En 1818 fue prior del Consulado de Comercio de Buenos Aires y en 1820 fue designado alcalde de 2º voto del Cabildo.
En 1825 fue elegido diputado por el pueblo de San José de Flores. Con 3064 votos resultó elegido como uno de los 7 diputados por la capital ante el Congreso Constituyente de 1826.
Fue comandante del 2º batallón del Regimiento de Milicias pasiva. En 1834 fue nombrado juez de paz del barrio de Montserrat (Buenos Aires).
Además de su actividad política y en la administración pública se dedicó activamente al comercio, que le permitió consolidar una importante fortuna.
El 9 de mayo de 1808 había casado en la Basílica Nuestra Señora de la Merced (Buenos Aires) con Catalina Melián, hermana del coronel de la independencia José Melián, con quien tuvo varios hijos: Josefa, Joaquín, Juan, Tomás, Carmen, Estanislada y Manuel Belgrano Melián.
Fueron sus hijos adoptivos Joaquín Eulogio Estanislao Belgrano Cárdenas (1805-1870), hijo natural de su hermano el Canónigo de la Catedral de Buenos Aires Domingo José Estanislao Belgrano (1768-1826), Isaac Melián y Belgrano y Magdalena Chirif Melián.
Él y su hermana Juana eran los de más cercana relación con Manuel Belgrano. Por ese motivo, fue elegido tutor judicial de Manuela Belgrano, hija natural del prócer.
Falleció en Flores en 1848. Era devoto de la Orden Tercera de San Francisco.